# Otto Hindrich
Otto Hindrich (* 5. August 2002 in Cluj-Napoca) ist ein rumänischer Fußballtorwart. Er steht beim Erstligisten CFR Cluj unter Vertrag.

## Karriere

### Verein
Hindrich wurde in seiner Geburtsstadt in der Jugend des örtlichen Klubs CFR Cluj ausgebildet. 2020 rückte er in die erste Mannschaft auf. Sein erstes Profispiel für Cluj bestritt er am 20. Juni 2020 beim 2:0 in einem Spiel der Meisterrunde gegen den FC Botoșani.
Zur Saison 2020/21 wurde Hindrich an den Zweitligisten ASU Politehnica Timișoara verliehen. Nach seiner Rückkehr nach Cluj kam er in der Saison 2021/22 zu 19 Einsätzen in der Liga 1. Zur Spielzeit 2022/23 wurde er erneut verliehen, diesmal an den ungarischen Erstligisten Kisvárda FC. Nach seiner erneuten Rückkehr nach Cluj blieb er in der darauffolgenden Saison ohne Einsatz. Am 15. Spieltag der Saison 2024/25 kehrte er in das Tor des CFR Cluj zurück und bestritt sämtliche Ligaspiele bis Saisonende.

### Nationalmannschaft
Hindrich durchlief sämtliche rumänischen Nachwuchsnationalmannschaften von der U-18 bis zur U-21. Anlässlich der U-21-Europameisterschaft 2025 in der Slowakei wurde er von Trainer Daniel Pancu in das rumänische Aufgebot berufen. Während des Turniers kam er beim 1:2 gegen die Slowakei im bedeutungslosen letzten Gruppenspiel zum Einsatz.

## Erfolge
- Rumänischer Meister: 2020, 2022
- Rumänischer Pokalsieger: 2025